# Makowiszcze (rejon kamieniecki)
Makowiszcze (biał. Макавішчы) – wieś na Białorusi, w rejonie kamienieckim obwodu brzeskiego. Miejscowość wchodzi w skład sielsowietu Dmitrowicze.
Makowiszcze leżą 15 km na północ od Kamieńca, 52 km na północ od Brześcia, 40 km północny zachód od stacji kolejowej Żabinka, na linii Brześć-Baranowicze.